# ミドルタウン駅
ミドルタウン駅（英語：Middletown station）は、ペンシルベニア州ミドルタウン ユニオン・ストリートおよびミル・ストリートにある駅。 

## 利用可能な鉄道路線／列車
アムトラックキーストン回廊のミドルタウン駅に停車する列車は下記の通り。
ハリスバーグとニューヨーク間の昼行中距離列車キーストン・サービス号…1日12往復停車
とりわけフィラデルフィアよりミドルタウンを経てハリスバーグに至る区間はキーストン・サービス号により高速かつ高頻度に列車が運行されている。